# Бремондан
Бремондан (фр. Bremondans) насеље је и општина у источној Француској у региону Франш-Конте, у департману Ду која припада префектури Безансон.
По подацима из 2011. године у општини је живело 81 становника, а густина насељености је износила 11,22 становника/km². Општина се простире на површини од 7,22 km². Налази се на средњој надморској висини од 541 метар (максималној 664 m, а минималној 522 m).

## Демографија
| 1962. | 1968. | 1975. | 1982. | 1990. | 1999. | 2011. |
| ----- | ----- | ----- | ----- | ----- | ----- | ----- |
| 94    | 99    | 84    | 75    | 72    | 79    | 81    |

График промене броја становника у току последњих година